# Michael Masi
Michael Masi (Sídney, Australia; 8 de junio de 1978) es un oficial de automovilismo australiano. Fue el director de carrera de la Fórmula 1 desde 2019 hasta 2021. En ese cargo, Masi supervisó los fines de semana de carreras de F1, asegurándose de que todos los monoplazas, circuitos y pilotos cumplieran con las regulaciones de la FIA antes, durante y después de una carrera. Fue destituido de su cargo luego de un análisis de la FIA sobre su aplicación del procedimiento de auto de seguridad en el Gran Premio de Abu Dabi de 2021.

## Biografía
Masi nació en Sídney en 1978 y es de ascendencia italiana. Al crecer en los suburbios de Fairfield y Canada Bay, Masi inicialmente estudió marketing en TAFE antes de sus funciones en el automovilismo.

## Carrera

### Inicios
Masi comenzó su carrera en el automovilismo como voluntario para equipos de superturismo cuando aún estaba en la escuela. Trabajó como subdirector de carreras en la serie de carreras de automóviles de turismo Supercars, y en el Rally de Australia. En 2018, la FIA lo nombró subdirector de carreras de Fórmula 2 y Fórmula 3, y fue nombrado adjunto del director de carreras de F1, Charlie Whiting. Masi alternó en este rol entre Grandes Premios con Scott Elkins, quien se convertiría en el director de carrera de la Fórmula E y el Deutsche Tourenwagen Masters.

### Fórmula 1
Tras la muerte de Whiting antes del Gran Premio de Australia de 2019, Masi asumió el cargo de director de carrera de Fórmula 1.
Varias de las decisiones de Masi como director de carrera estuvieron sujetas al escrutinio de los pilotos, las escuderías y la prensa, especialmente durante la temporada 2021. En la segunda sesión clasificatoria del Gran Premio de Turquía de 2020, los monoplazas salieron al circuito incluso cuando había una grúa en la pista. Se le pidió a Masi que defendiera los procedimientos de bandera roja utilizados durante el Gran Premio de Azerbaiyán de 2021, y fue criticado por sus decisiones en el Gran Premio de Bélgica de 2021, incluida la clasificación en condiciones peligrosas, y la carrera detrás del auto de seguridad durante tres vueltas, supuestamente para asegurarse de que se concedieran puntos; negociar con los equipos durante las carreras para cambiar posiciones en el Gran Premio de Arabia Saudita de 2021; y la reanudación de la carrera luego de un período de auto de seguridad en el Gran Premio de Abu Dabi 2021. Mercedes protestó por el resultado, pero dicha protesta no fue admitida.

### Destitución
El 17 de febrero de 2022, Masi fue destituido de su cargo como director de carrera luego de un análisis de la FIA sobre el Gran Premio de Abu Dabi. Fue reemplazado por Niels Wittich y Eduardo Freitas de forma alterna para la temporada 2022 de Fórmula 1, y Herbie Blash como asesor para ellos. Se le ofreció a Masi un nuevo puesto dentro de la FIA.
El 19 de marzo de 2022, la FIA publicó un informe oficial sobre la controversia en Abu Dabi. Ese informe concluyó que Masi había aplicado incorrectamente las regulaciones, ya que no todos los monoplazas rezagados se habían deshecho y el auto de seguridad no había completado una vuelta adicional antes de regresar al pitlane. El informe atribuyó estos asuntos a un error humano.
El jefe de Mercedes, Toto Wolff, se refirió posteriormente a Masi como una «responsabilidad» para la Fórmula 1, y afirmó que a Masi no le gustaba recibir comentarios o críticas de nadie, además de sugerir que a veces había actuado de manera irrespetuosa hacia algunos pilotos en las sesiones informativas.

### Después de la Fórmula 1
En julio de 2022, Masi dejó la FIA para mudarse a Australia y pasar más tiempo con su familia.